# Nick Perbix
Nicklaus Perbix (Elk River, Minnesota, 15 de junio de 1998), más conocido como Nick Perbix, es un jugador profesional estadounidense de hockey sobre hielo que se desempeña en la posición de defensor derecho en Tampa Bay Lightning, equipo de la National Hockey League (NHL).

## Carrera
Fue seleccionado en la quinta ronda en la NHL Entry Draft de 2017. En 2022 hizo su debut profesional con el equipo Tampa Bay Lightning, donde lleva jugando dos temporadas.